# Zero Zone
Zero Zone est un jeu vidéo d'aventure de science-fiction développé par les studios français Cryo Interactive et Microfolie's et édité par Cryo Interactive en 1998.

## Synopsis
Le jeu se déroule en 2098 dans la ville de Megatown. La société est divisée en deux : les Bios et les Cybers, les premiers exploitant les seconds, dont les hommes sont ouvriers dans les usines tandis que leurs femmes sont esclaves des Bios. Le joueur incarne un jeune homme, Stan Gonzo, dont le père, qu'il n'a jamais connu, vient d'être assassiné. Contre toute attente, Stan se voit léguer la fortune de son père, ainsi que l'entreprise qu'il dirigeait, la Kanary, une grande corporation de cyber-technologie. Dans le même temps, Stan doit aider l'agent Ridley à mener l'enquête sur l'assassinat de son père. Les découvertes de Stan seront la clé de la réconciliation entre les Bios et les Cybers.

## Principe du jeu
Zero Zone est un jeu d'aventure à la première personne, sur le mode du pointer-et-cliquer. Le joueur évolue dans un environnement pré-calculé en images de synthèse où il peut regarder autour de lui à 360° et cliquer pour se déplacer, manipuler des objets et des mécanismes ou interagir avec des personnages. La progression du jeu repose sur l'exploration de différents lieux, les interactions avec les personnages, la résolution d'énigmes et quelques séquences d'action conçues comme un jeu de tir à la première personne.

## Histoire éditoriale
Aux États-Unis, Zero Zone a été édité par R & P Electronic Media.